# A Murder at the End of the World
A Murder at the End of the World es una serie de televisión limitada estadounidense creada por Brit Marling y Zal Batmanglij para FX on Hulu. Se estrenó el 14 de noviembre de 2023. El estreno de la serie estaba previsto inicialmente para el 29 de agosto de 2023, pero se retrasó debido a la huelga SAG-AFTRA 2023.

## Sinopsis
La serie sigue a Darby Hart, una detective aficionada. Darby y otros ocho invitados son invitados por un multimillonario solitario (Owen) a participar en un retiro en un lugar remoto y deslumbrante. Cuando uno de los otros invitados es encontrado muerto, Darby debe usar todas sus habilidades para demostrar que fue un asesinato contra una marea de intereses contrapuestos y antes de que el asesino tome otra vida.

## Elenco y personajes

### Principales
- Emma Corrin como Darby Hart[6]
- Brit Marling como Lee[1][7]
- Clive Owen como Andy[7]
- Harris Dickinson como Bill Farrah[7][9]
- Alice Braga como Sian[7]
- Jermaine Fowler como Martin[7]
- Joan Chen como Lu Mei[7]
- Raúl Esparza como David[7]
- Edoardo Ballerini como Ray[7]
- Pegah Ferydoni como Ziba[7]
- Ryan J. Haddad como Oliver[7]
- Javed Khan como Rohan[7]

### Recurrente
- Daniel Olson como Tomas[10]
- Britian Seibert como Eva[10]
- Christopher Gurr como Marius[11]
- Louis Cancelmi[5]
- Kellan Tetlow[5]
- Neal Huff[5]

## Episodios
| N.º | Título                      | Dirigido por   | Escrito por                                                        | Fecha de emisión original | Código de prod. |
| --- | --------------------------- | -------------- | ------------------------------------------------------------------ | ------------------------- | --------------- |
| 1 | «Chapter 1: Homme Fatale»   | Brit Marling   | Brit Marling & Zal Batmanglij                                      | 14 de noviembre de 2023   | XTRV1001        |
| Darby Hart, una detective aficionada, hábil hacker y autora del libro de crímenes reales Una desconocida plateada sobre su experiencia intentando resolver casos de mujeres víctimas de asesinato en Estados Unidos con su antiguo compañero Bill, es invitada a un retiro aislado por el multimillonario Andy Ronson, junto con otros ocho invitados. En la cena de bienvenida al retiro, Darby se sorprende al ver a Bill sentado frente a ella, teniendo en cuenta que ambos no se habían visto en los últimos seis años. Más tarde esa noche, Darby va a visitar la habitación de Bill, pero él no responde cuando ella llama a la puerta. Entonces sale para ver cómo está por la ventana. Para su sorpresa, ve a Bill cubierto de sangre y jadeando por su vida. Cuando Darby intenta pedir ayuda, Bill le suplica que se quede con él, ya que finalmente pierde el conocimiento. En un flashback, Darby y Bill exploran la antigua residencia de un presunto asesino en serie y descubren los restos de la primera víctima en el sótano. Una misteriosa figura aparece de repente y retiene a Darby y Bill con un arma. A la mañana siguiente, Darby se despierta y descubre que Bill la ha abandonado. |                             |                |                                                                    |                           |                 |
| 2 | «Chapter 2: The Silver Doe» | Zal Batmanglij | Brit Marling & Zal Batmanglij, Melanie Marnich & Rebecca Roanhorse | 14 de noviembre de 2023   | XTRV1002        |
| 3 | «Chapter 3: Survivors»      | Zal Batmanglij | Brit Marling, Zal Batmanglij & Melanie Marnich                     | 21 de noviembre de 2023   | XTRV1003        |
| 4 | «Chapter 4: Family Secrets» | Zal Batmanglij | Brit Marling & Zal Batmanglij                                      | 28 de noviembre de 2023   | XTRV1004        |
| 5 | «Chapter 5: Crypt»          | Brit Marling   | Brit Marling                                                       | 5 de diciembre de 2023    | XTRV1005        |
| 6 | «Chapter 6: Crime Seen»     | Brit Marling   | Brit Marling & Zal Batmanglij                                      | 12 de diciembre de 2023   | XTRV1006        |
| 7 | «Chapter 7: Retreat»        | Brit Marling   | Brit Marling & Zal Batmanglij                                      | 19 de diciembre de 2023   | XTRV1007        |

## Producción

### Desarrollo
El 13 de agosto de 2021, se anunció que FX había ordenado la producción de la serie limitada, entonces titulada Retreat, creada por Brit Marling y Zal Batmanglij, quienes se desempeñarían como productores ejecutivos y también escribirían y dirigirían. Los dos habían trabajado juntos durante más de una década, incluso como creadores de la serie de Netflix The OA (2016-2019). Además de Marling y Batmanglij, Andrea Sperling, Melanie Marnich y Nicki Paluga también serían productoras ejecutivas.

### Casting
Junto con el anuncio de la serie, se anunció que Marling se uniría al elenco principal de la serie. El 11 de octubre de 2021, se anunció que Emma Corrin se unió al elenco principal interpretando a Darby Hart. El 11 de febrero de 2022, se anunció que Clive Owen, Harris Dickinson, Alice Braga, Jermaine Fowler, Joan Chen, Raúl Esparza, Edoardo Ballerini, Pegah Ferydoni, Ryan J. Haddad y Javed Khan se unieron al elenco principal de la serie. El 6 de abril de 2022, se anunció que Daniel Olson y Britian Seibert se unieron al elenco recurrente de la serie.

### Rodaje
El rodaje de la serie comenzó el 7 de febrero de 2022, y tuvo lugar en Kearny (Nueva Jersey), Utah e Islandia. En abril de 2022, el rodaje también se llevó a cabo durante tres días en la granja de búfalos de Readington River en Readington (Nueva Jersey). El 2 de septiembre de 2022, Marling publicó en su cuenta de Instagram que era el último día de rodaje. A fines de diciembre de 2022, Los Angeles Times anunció que la serie había terminado de filmarse.

## Lanzamiento
A Murder at the End of the World se estrenará en Hulu en Estados Unidos, Disney+ (Via Star) En El Resto del mundo y Star+ En Latinoamérica el 14 de noviembre de 2023. En un principio, el estreno de la serie estaba previsto para el 29 de agosto de 2023, con siete episodios, lanzando sus dos primeros capítulos ese mismo día, mientras que el resto semanalmente. pero se retrasó debido a la huelga SAG-AFTRA 2023.

## Recepción
En el sitio web del agregador de reseñas Rotten Tomatoes, la serie tiene un índice de aprobación del 87%, basándose en 45 reseñas con una calificación media de 6.9/10. El consenso crítico dice: «Tan desconcertante como seductor, A Murder at the End of the World es un digno rompecabezas para los fans de Brit Marling y de las extravagantes historias de Zal Batmanglij». En Metacritic, tiene una puntuación media ponderada de 74 de 100, basada en 30 reseñas, indicando «reseñas generalmente favorables».

### Premios y nominaciones
| Año  | Premio                    | Categoría                                | Nominado(s)                      | Resultado | Ref.   |
| ---- | ------------------------- | ---------------------------------------- | -------------------------------- | --------- | ------ |
| 2024 | Critics' Choice Awards    | Mejor miniserie                          | A Murder at the End of the World | Pendiente | [ 27 ] |
| 2024 | Independent Spirit Awards | Mejor interpretación de serie guionizada | Emma Corrin                      | Pendiente | [ 28 ] |